# Екатерина Трифонова
Екатерина Тодорова Трифонова е български геолог-палеонтолог, старши научен сътрудник II степен в Българска академия на науките.

## Биография
Родена е на 5 декември 1930 г. в Плевен. През 1953 г. завършва геология в Софийския университет. Започва работа в Предприятието за геоложки проучвания за нефт и газ във Варна, където до 1957 г. е организатор и ръководител на микропалеонтоложката лаборатория. От 1958 до 1981 г. г. е микропалеонтолог-стратиграф в микропалеонтоложка лаборатория към Главното управление за геоложки проучвания и охрана на земните недра, по-късно Комитет по геология. През 1959 г. е поканена за хоноруван асистент по микропалеонтология към Биолого-геолого-географския факултет на Софийския университет, където преподава до 1973 г. През 1967 г. защитава кандидатска дисертация на тема „Микрофаунистични изследвания на триаса в Северна България и части от Стара планина“. От 1971 г. до 1981 г. е ръководител на лабораторията. След това работи като микропалеонтолог в секция „Палеонтология и стратиграфия“ към Геологическия институт при БАН. През 1982 г. е избрана за старши научен сътрудник II степен в Геологическия институт при БАН с основно научно направление палеонтология и стратиграфия на триаски фораминифери.
Екатерина Трифонова има над 130 научни публикации, десетки доклади, изнесени на научни форуми в страната и в чужбина, участие в национални и международни проекти. Автор е на редица нови за науката таксони.
Умира на 1 декември 2012 г. в София.

## Избрана библиография
- Trifonova, Ek. Some New Triassic Foraminifera in Bulgaria //  Годишник на Софийския университет. Геолого-географски факултет. Книга 1 - Геология; Annuaire de l'Universite de Sofia. Faculte de geologie et geographie. Livre 1 - Geologie 60 (1).   1967. с. 1-8. Посетен на 1 септември 2024.